# 620.
620. je tretje desetletje v 7. stoletju med letoma 620 in 629. 